# Искандаров, Алексей Искандарович
Алексе́й Исканда́рович Исканда́ров (21 марта 1906, д. Ирсаево, Мишкинский район, Башкортостан — 2 января 1999) — советский и российский композитор, заслуженный деятель искусств РСФСР (1960).

## Биография
Рос без матери. В 1918 году поступил в двухклассное инородческое училище в селе Сахарово, в 1919 году реорганизованное в детский дом. В 1920 году группу учащихся, в том числе Искандарова, перевели в Марийский педтехникум, находившийся в селе Николо-Берёзовка (Башкортостан), а с 1924 года — в городе Бирск.
С 1925 года Искандаров продолжил образование в Краснококшайском педтехникуме (г. Йошкар-Ола). Одновременно под руководством Ивана Степановича Палантая Искандаров работал с хором учащихся. После окончания в 1927 году педтехникума вёл занятия по музыке и вокалу в Нартасском сельскохозяйственном техникуме. Работа с хоровыми коллективами определила преданность Искандарова хоровым жанрам.
В 1928 году поступил учиться в Московскую государственную консерваторию по специальности «дирижёр хора», занимался у профессора А. В. Александрова. Обучение в консерватории закончил в 1933 году.
Сочинением начал заниматься, будучи студентом консерватории.
В 1933—1941 и 1954—1966 годах преподавал хоровые дисциплины в Йошкар-Олинском музыкальном училище имени И. С. Палантая. В 1933 году организовал марийскую хоровую капеллу, а в сентябре 1939 года на её базе — ансамбль песни и танца при Марийской государственной филармонии, руководил им до 1954 года.
С 1952 по 1956 год Искандаров являлся председателем, с 1956 по 1964 год — ответственным секретарём Союза композиторов МАССР. Одновременно с общественной работой он занимался творческой и педагогической деятельностью.
Искандаровым написано более ста вокально-хоровых произведений, лучшие из которых вошли в многочисленные авторские сборники. Автор (совместно с Л. Н. Сахаровым) кантаты «Край родной». Собрал более 200 марийских народных песен, сделал обработки народных мелодий. Искандаров является автором музыки к спектаклям Марийского национального театра драмы имени М. Шкетана.
Произведения Искандарова пользуются в Республике Марий Эл большой популярностью.

## Память
В 1994 году имя Искандарова присвоено Марийской государственной капелле.

## Награды и признание
Член Союза композиторов России (1940), заслуженный деятель искусств Марийской АССР (1942), заслуженный деятель искусств РСФСР (1960), лауреат Государственной премии Марийской АССР (1981).